# Woldsee
Der Woldsee (auch als Sandgrube Wehnen bezeichnet) ist ein westlich der Stadt Oldenburg gelegener Baggersee bei Wehnen, Landkreis Ammerland, Niedersachsen. 

## Beschreibung
Der See entstand Anfang der 1970er Jahre durch Bodenentnahme für den Bau der A 28. Seinen Namen hat er von dem Waldgebiet Wold, welches an den See anschließt.
Der See wird als Bade- und Angelsee genutzt. Er verfügt streckenweise über ein naturnahes Ufer mit Schilfzonen und Gebüschen. Am Westufer befindet sich ein Sandstrand, vor dem eine Flachwasserzone als Nichtschwimmerbereich angelegt worden ist. Der Nichtschwimmerbereich ist vom übrigen See, der zum Teil steil bis zu 14 Meter Tiefe abfällt, durch eine Schwimmbojenkette abgetrennt.
Während der Badesaison wird bei gutem Wetter eine Wasseraufsicht vom DLRG-Ortsverband Bad Zwischenahn gestellt. Um den See verläuft ein Rundweg. Ein Teil des Ostufers ist als FKK-Bereich ausgewiesen.
Zwischen Woldsee und A 28 verläuft die Bahnstrecke Oldenburg–Leer, der Woldsee liegt direkt südlich der Bahnlinie. Nördlich des Woldsees zwischen Bahnlinie und Autobahn befindet sich ein zweiter Baggersee, der keinen offiziellen Namen trägt und anders als der Woldsee auch nicht öffentlich zugänglich ist, sondern als privater Angelsee genutzt wird.

## Bildergalerie

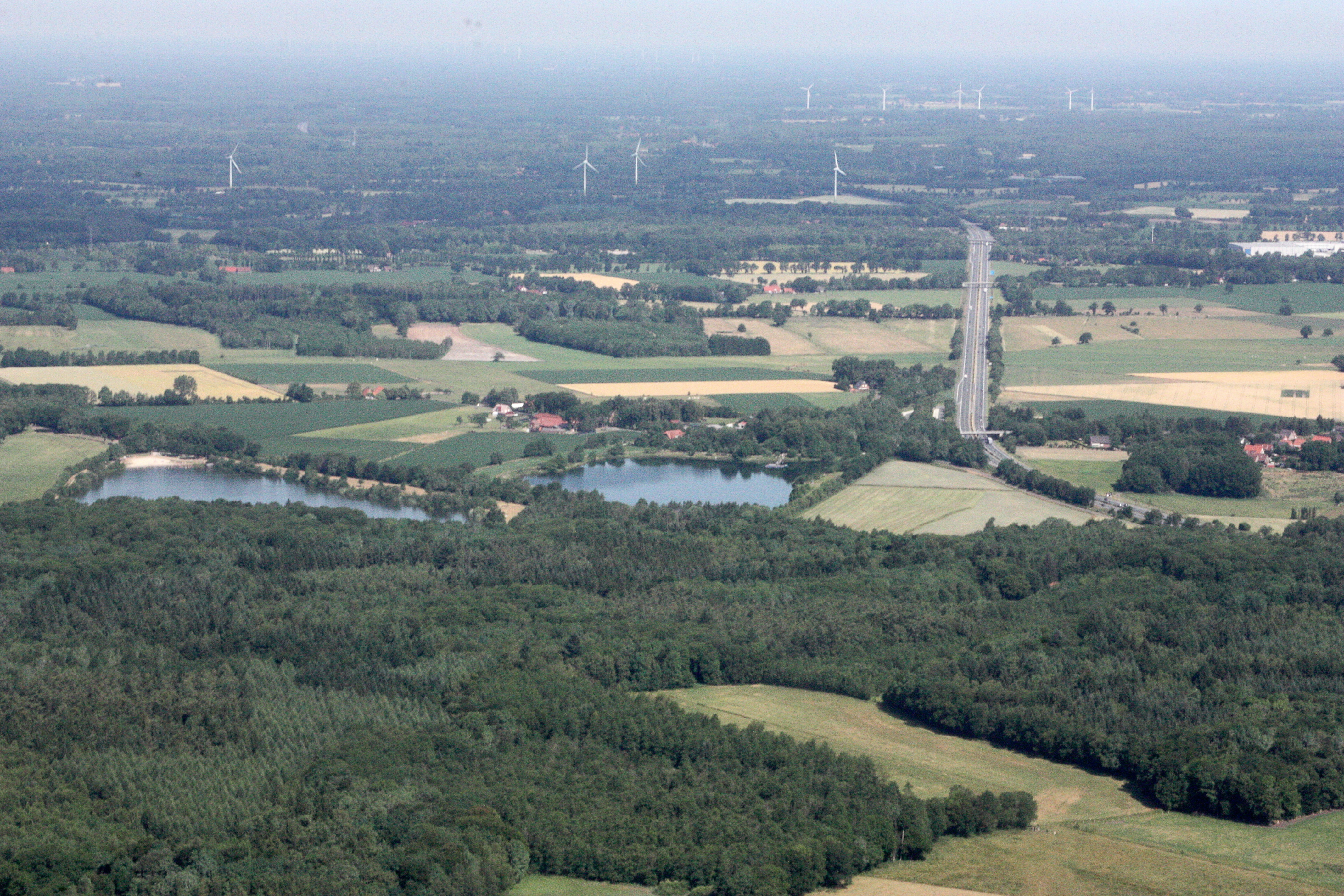
Luftaufnahme von Osten: links der Woldsee, mittig der namenlose zweite Baggersee, rechts die A 28
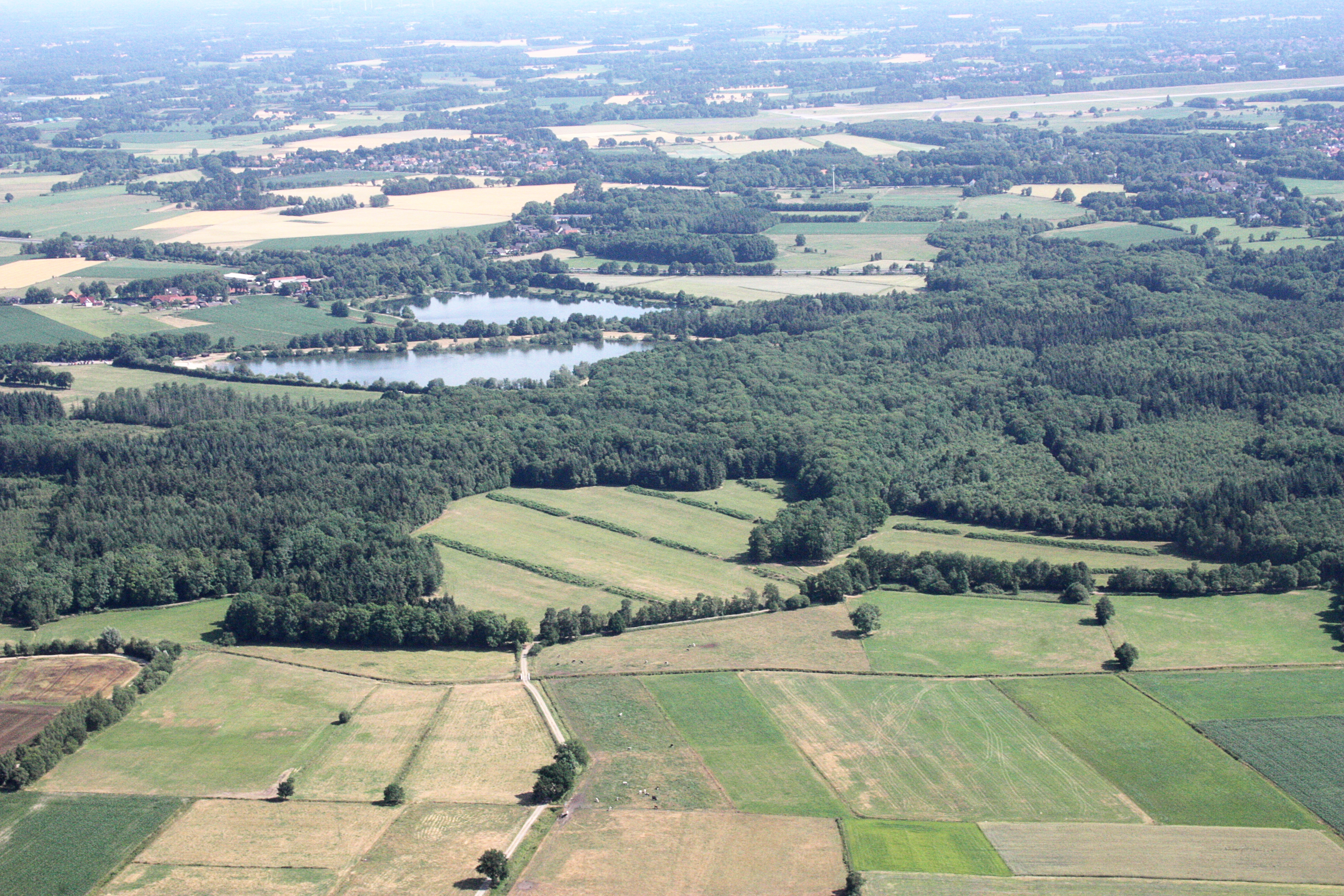
Woldsee von Süden (Bildmitte vorne, dahinter der zweite See), Juli 2010